# ويليام بي ماكينون
ويليام بي ماكينون (بالإنجليزية: William P. MacKinnon)‏ هو مؤرخ أمريكي، ولد في 10 ديسمبر 1938.